# Гордєєв Олександр Семенович
Олександр Семенович Гордєєв (1903—1975) — старшина Робітничо-селянської Червоної армії, учасник Другої світової війни, Герой Радянського Союзу (1944).

## Біографія
Олександр Гордєєв народився 15 квітня 1903 року в селі Анзяк (нині — Дуванський район Башкортостану) в селянській родині. Здобув початкову освіту, працював вантажником. У 1941 році призваний на службу в Робітничо-селянську Червону армію Сталінабадським районним військовим комісаріатом Таджицької РСР. З осені 1942 року — на фронті. Брав участь у Сталінградській битві, боях на Дону. До вересня 1943 року гвардії червоноармієць Олександр Гордєєв був помічником навідника протитанкової рушниці 7-го гвардійського кавалерійського винищувально-протитанкового дивізіону 7-го гвардійського кавалерійського корпусу 61-ї армії Центрального фронту. Відзначився під час битви за Дніпро.
В ніч з 26 на 27 вересня 1943 року в складі трьох розрахунків протитанкових рушниць Гордєєв, незважаючи на масований ворожий вогонь, переправився через Дніпро в районі села Нивки Брагінського району Гомельської області Білоруської РСР, де вступив в бій з переважаючими за чисельністю силами противника. Користуючись темрявою, бійці розрахунків потай підібралися до німецьких траншей, закидали гранатами перебували там ворожих солдатів, захопивши окопи, утримали їх до підходу підкріплень.
Указом Президії Верховної Ради СРСР від 15 січня 1944 року за зразкове виконання бойових завдань командування і проявлені мужність і героїзм у боях з німецькими загарбниками, гвардії червоноармієць Олександр Гордєєв удостоєний високого звання Героя Радянського Союзу з врученням ордена Леніна і медалі «Золота Зірка» за номером 3003.
Брав участь у Параді Перемоги, ніс по Червоній площі прапор 7-го гвардійського кавалерійського корпусу. Після закінчення війни демобілізований. Працював заступником начальника залізничного вокзалу в Душанбе, потім начальником поїзда. Помер 27 жовтня 1975 року, похований у Душанбе.
Також нагороджений орденом Вітчизняної війни 1-го ступеня та низкою медалей.